# Stamboom Johanna Charlotte van Anhalt-Dessau (1682-1750)
| Stamboom Johanna Charlotte van Anhalt-Dessau (1682-1750)                                     | Stamboom Johanna Charlotte van Anhalt-Dessau (1682-1750)                                               | Stamboom Johanna Charlotte van Anhalt-Dessau (1682-1750)                                               |
| -------------------------------------------------------------------------------------------- | --- | --- |
| Grootouders                                                                                  | Johan Casimir van Anhalt-Dessau (1596-1660) x 1623 Agnes van Hessen-Kassel (1606-1650)                 | Frederik Hendrik van Oranje-Nassau (1584-1647) x 1625 Amalia van Solms (1602-1675)                     |
| Ouders                                                                                       | Johan George II van Anhalt-Dessau (1627-1693) x 1659 Henriëtte Catharina van Oranje-Nassau (1638-1708) | Johan George II van Anhalt-Dessau (1627-1693) x 1659 Henriëtte Catharina van Oranje-Nassau (1638-1708) |
| Johanna Charlotte van Anhalt-Dessau (1682-1750) x 1699 Filips Willem van Brandenburg-Schwedt | | |
| Kinderen                                                                                     | ? | ? |